# Happy Little Pill
"Happy Little Pill" é o single de estreia do cantor e compositor australiano Troye Sivan de seu EP TRXYE (2014). Foi lançado digitalmente em 25 de julho de 2014. A música foi escrita por Troye Sivan, Brandon Rogers e Tat Tong.
Alcançou o número 10 na parada de singles australiana ARIA e foi certificado de ouro pela Associação Australiana por vendas superiores a 35.000 cópias.

## Antecedentes
Sivan disse que "Happy Little Pill" é uma música "que é sobre solidão e as diferentes maneiras pelas quais as pessoas lidam com as coisas que estão acontecendo em suas vidas". Ele também afirmou: "Eu escrevi essa música durante um período difícil para alguém muito próximo a mim e para mim, e ainda significa tanto quanto o dia em que a escrevi".

## Videoclipe
Troye Sivan postou um videoclipe para acompanhar o lançamento de "Happy Little Pill" em sua página do YouTube Vevo. Foi dirigido por Jeremy Koren.

## Recepção
"Happy Little Pill" foi aclamada pelos críticos de música contemporânea. Mike Wass, do Idolator, elogiou a música, dizendo que "é um hino pop surpreendentemente maduro (e sombrio)". Abby Abrams, da TIME, elogiou a letra e a produção da música, comentando: "Parece pronta para levar o adolescente às grandes ligas, com letras melancólicas e um som eletrônico que emite uma vibração cansada do mundo". A Platform chamou o single de "uma música pop de sintetizador infecciosa e melancólica que certamente dominará as pistas de dança ao redor do mundo" e elogiou suas "letras profundas".

## Posição nos Charts
| Listas (2015-2016)                 | Melhor posição |
| ---------------------------------- | -------------- |
| Alemanha (Media Control Charts)    | 87             |
| Austrália (ARIA)                   | 10             |
| Áustria (Ö3 Austria Top 40)        | 47             |
| Bélgica (Ultratop) Flanders        | 45             |
| Canadá (Canadian Hot 100)          | 50             |
| Dinamarca (Tracklisten)            | 11             |
| Escócia (Official Charts Company)  | 79             |
| Eslováquia (Radio Top 100)         | 48             |
| Estados Unidos (Billboard Hot 100) | 92             |
| Irlanda (IRMA)                     | 11             |
| Nova Zelândia Hot Singles (RMNZ)   | 2              |
| Países Baixos (Single Top 100)     | 85             |
| Reino Unido (UK Singles Chart)     | 86             |
| Chéquia (Rádio Top 100)            | 45             |

## Certificados
| País      | Provedor | Certificação | Cópias vendidas | Ref   |
| --------- | -------- | ------------ | --------------- | ----- |
| Austrália | ARIA     | Ouro         | 35 000          | [ 2 ] |